# Ángel Aníbal
Ángel Aníbal Rosado García (Lima, 4 de mayo de 1942 - 10 de septiembre de 2008), fue un célebre compositor peruano de larga trayectoria y cuyas famosas obras han sido interpretadas por los más altos exponentes del cantar criollo peruano.

## Sus primeros años
Nació en los Barrios Altos, cuna del criollismo. Hijo de los docentes, Don Moisés Rosado y de Doña María García, el joven Ángel Aníbal cuando tenía 15 años de edad, hizo sus primeros pasos en el ambiente musical, fabricando su propia guitarra, habiéndola construido a base de madera, clavos y cuerdas metálicas, ejecutando un buen sonido.
En sú época estudiantil, en la primaria para ser más precisos, aumentó más su vocación a la música ejecutando una verdadera guitarra y componiendo sus primeras creaciones que fueron en ese entonces huaynos, ya que su madre lo llevó a vivir por un tiempo a Huarochirí un pueblo llamado Cochahuayco, que está en la serranía limeña.
De regreso a la ciudad de Lima, integró filas de la Gran unidad escolar "Pedro A. Labarthe", también por esos años forma su primer conjunto, al cual denominó "Los Monarcas" junto con Roger Jaramillo y Moisés Perea. Sus primeras composiciones fueron:
- Chinita Linda
- Odio
- Amenazas

Posteriormente integra el grupo "Los Yungay" y el famosísimo conjunto "Los Pacharacos" bajo la dirección del maestro Freddy Centti.
Forma en la década de los sesenta, el grupo "El Gran Quinteto" y "Ángel Aníbal y sus Cumbiamberos", pero internacionalmente triunfó con la agrupación Los Hijos del Sol. con temas como "Cariñito" éxito que además es tema de fondo de la película colombiana "Te busco", de Ricardo Coral.

## Intérpretes a su medida
En las obras de Ángel Aníbal Rosado, que finamente ha creado con el paso de los años han sido cantados por los más significativos intérpretes de la música criolla peruana. En 1966, los Indios Aguarunas grabaron uno de sus grandes éxitos, el vals "Voluble" tema que años después lo cantarían: Manuel Donayre, Eva Ayllón y Ángela del Águila.
La también destacada cantante peruana Maritza Rodríguez fue la que interpretó casi la mayoría de las composiciones de Aníbal Rosado, es el caso de los valses: "Mis Celos", "Mis Ensueños", "No me Culpes", "Adiós a mi Guitarra", "Falsa Indiferencia", entre otras tantas.
En los primeros años la década de los setenta, la inolvidable "Morena de Oro del Perú", Lucha Reyes también grabó composiciones como los valses: "Cautivo de Amor", "Mira bien, si hay Razón", "Malestar", entre otros. La también desaparecida Verónikha cantó piezas del afamado compositor.
También han cantado obras suyas: Los Chamas, Giomar Antonio, Gaby Zevallos, Lucho Barrios, Los Hermanos Castro, Amanda Portales, entre otros...

## Composiciones internacionales
- "Ruperta" afamada canción afroperuana fue cantada por primera vez en 1977 por Verónikha, pero fue hecha famosa por Lucila Campos en 1978, ese mismo año también la graba Eva Ayllón. El cantante de salsa Ismael Miranda la graba, también hace lo mismo la agrupación puertorriqueña "La Terrífica".

- «Cariñito», sencillo de cumbia peruana escrito en 1979 e interpretado por primera vez por la agrupación Los hijos del Sol. Versionada por distintas agrupaciones internacionales y en diferentes estilos musicales, es una de las canciones más conocidas de la cumbia peruana y la cumbia en general.[2]
- "Estúpido de Mí", la usó el actor Michael Douglas como banda sonora de su película "Falling Down" para la Warner Bros.

## Últimos años
Preparándose ya un emotivo homenaje por sus 50 años de vida artística, un cáncer a la próstata cegó su vida. En el recuerdo queda valses inmortales como:
- Falsa Indiferencia, Mis Celos, Adiós a mi Guitarra, No me Culpes, entre otros tantos.